# Grão-Canato Turco Oriental
Grão-Canato Turco Oriental (em chinês: 東突厥; romaniz.: Dōng tūjué) foi um grão-canato turcomano formado como resultado das guerras civis que eclodiram no início do século VII no interior Primeiro Grão-Canato Turco. Mais adiante, foi absorvido pelo Império Tangue.